# 네퍼
네퍼(neper, Np)는 비율(이득, 손실 등)을 나타내는 단위이다. 국제단위계(SI)에서 ‘SI와 함께 쓰지만, SI에 속하지 않는 단위’로 규정되어 있다. 스코틀랜드의 수학자로 로그를 발명한 존 네이피어의 이름에서 유래했다.
네퍼는 벨(통상적으로는 데시벨을 이용)과 같이 로그 규모의 단위지만, 벨이 10을 밑으로 한 상용로그에 기초한 것과는 달리, 네퍼는 자연로그에 기초하고 있다. 네퍼에 의한 비율의 값 Np는 다음과 같이 정의된다.
{\displaystyle Np=\ln {\frac {x_{1}}{x_{2}}}=\ln x_{1}-\ln x_{2}}
여기서 {\displaystyle x_{1}}와 {\displaystyle x_{2}}는 대상으로 하는 값이며, ln은 자연로그이다.
데시벨이 전력비를 나타내는 데에도 자주 이용되는 것처럼, 네퍼는 전압비나 전류비로 자주 이용된다. 네퍼와 데시벨은 아래와 같이 환산한다.
{\displaystyle 1\ {\mbox{Np}}={\frac {20}{\ln 10}}\ {\mbox{dB}}=20\log _{10}e\ {\mbox{dB}}\approx 8{.}685889638\ {\mbox{dB}}\,}
{\displaystyle 1\ {\mbox{dB}}={\frac {\ln 10}{20}}\ {\mbox{Np}}={\frac {1}{20\log _{10}e}}\ {\mbox{Np}}\approx 0{.}115129254\ {\mbox{Np}}\,}
네퍼는 데시벨처럼 무차원의 단위이다. 상용로그를 사용하는 벨에 비해, 자연로그를 사용하는 네퍼는 SI와 일관성을 가지는 것으로 보고 있지만, 국제도량형총회에서는 정식 SI 단위로는 채택되지 않고 있다.

## 같이 보기
- 내트